# Анастасия Патрикия
Анастасия Патрикия (Александрийска), е общохристиянска светица. Православната църква я празнува на 10 март. 
Била е придворна дама на императрица Теодора при Юстиниан I. Облича мъжки дрехи и се замонашава близко до Александрия с мъжкото име „Анастас скопец“. Там прекарва 20 години в тесна килия до смъртта си в 563 г. Старият монах Данаил открива след това тайната на светицата.